# طرق تضخيم البظر
طرق تضخيم البظر هي شكل من أشكال تعديل الجسم والتي لديها القدرة على تعزيز حجم البظر وزيادة المتعة الجنسية. يمكن أن يتم توسيع البظر من خلال مجموعة متنوعة من الوسائل، ولكل منها آثار جانبية معينة وبعض المخاطر. تختلف الحالة الطبية الخلقية أو المكتسبة المعروفة باسم ضخامة البظر أو البظر الضخم، عن التوسيع المتعمد للبظر، على الرغم من أن أي توسع غير طبيعي للبظر يشار إليه أحيانا باسم ضخامة البظر.

## الغرض
تختلف دوافع الرغبة في توسيع البظر. قد لا تحصل النساء اللاتي لديهن بظر صغير جدًا على المتعة الكافية أثناء العلاقة الجنسية والتي يمكن أن تحفز البظر مباشرة، مثل تقنية محاذاة الجماع، وبالتالي قد تختار تكبير البظر لزيادة المتعة. النساء ذوات البظر بالحجم الطبيعي عادةً ما قد ترغب في زيادة حجم البظر لزيادة المتعة أو لتظهر بشكل أكثر جاذبية. تكبير البظر، مثل تكبير القضيب، يمكن استخدامه قبل أو أثناء الاستمناء لتأثير مؤقت. بعض الإناث الاتي يلعبن كمال الأجسام وأثّر التستوستيرون عليهنّ، قد يكون لديهنّ ضخامة في البظر دون استخدام هذه التقنيات. قد يرغب الرجال المتحولون جنسيًا أيضًا في توسيع البظر.

### الطرق
أكثر الطرق شيوعًا لتوسيع البظر هي:
- استخدام الكريمات المحتوية على الأندروجين على منطقة البظر.[5]
- الاستخدام الدوري لهرمون التستوستيرون لفترة طويلة، كما يفعل بعض لاعبي كمال الأجسام الإناث أو الرجال المتحولون جنسيًا.[1][2][3][4]
- استخدام مضخة البظر

هناك خلاف حول أفضل الطرق المستخدمة. توجد العديد من المطالبات استخدام مضخة البظر حين يقول آخرون أن التستوستيرون هو السبيل الوحيد للحصول على نتائج واضحة. كلا الأسلوبين ينطوي على بعض المخاطر. إذا تم استخدام مضخة البظر بشكل غير صحيح، فإنه يمكن أن يسبب ضررا على الأنسجة الانتصاب والأوعية الدموية. استخدام أي من الستيرويدات مثل التستوستيرون ينطوي على بعض المخاطر لأن هذه المركبات يمكن أن يكون لها آثار نظامية واسعة.
في حين أن الآثار الدورية لهرمون التستوستيرون على حد سواء المتوقع والمطلوب في كل من الرجال المتحولين جنسيًا ولاعبات كمال الأجسامالإناث، فهي عمومًا طريقة غير غير مرغوب فيها بالنسبة لباقي معظم النساء. وبالتالي، واحدة من الأسئلة الأكثر إلحاحا هو ما إذا كان يمكن توسيع البظر دون التسبب في آثار أخرى غير مرغوب فيها مثل التذكير. للحد من الآثار الجانبية، يستخدم كثير من النساء التشتوستيرون بشكل موضعي. تشير الأدلة القولية إلى أن ديهدروتستوستيرون، وهو نوع قوي جدًا من الاندروجين، يمكن استخدامه على نحو فعال لهذا الغرض مع آثار جانبية قوية. لم تؤكد أي دراسات علمية هذا التأثير في علم التشريح الإناث، ولكن وجدت البحوث التي تستهدف علاج صغر حجم القضيب أن الاستخدام الموضعي لل ديهدروتستوستيرون فعال جدا في تحفيز نمو القضيب. وبسبب التشابه البيولوجي بين القضيب والأنسجة البظرية، ومن المحتمل أن يزيد هذا من نمو البظر. على عكس التستوستيرون، فإن ال ديهدروتستوستيرون يمكن أن يتحول إلى إستراديول، وبالتالي يكون هذا الأمر مثاليًا لتوليد آثار ذكورة بحتة. يعتبر الاستخدام الموضعي للديهدروتستوستيرون علاج معروف جيدًا لنمو البظر بين الذكور المتحولين جنسيًا.
أكثر الطرق شيوعًا لتوسيع البظر هي: ضخ البظر، وهي طريقة أخرى لتوسيع وزيادة حجم البظر. لا تزال الأدلة تثبت فعاليتها بينما تداد شعبية تلك الطريقة. المخاطر المحتملة ل استخدام مضخة البظر معروفة جيدا لأولئك الذين هم على دراية بتكبير القضيب. إذا كان ضغط الفراغ التطبيقي كبير جدًا يمكن أن يسبب انفجار الأوعية الدموية، والكدمات، والأضرار التي قد تلحق بأنسجة الانتصاب، وغيرها من أنواع الصدمة. وتعتبر الضغوط الآمنة عمومًا أقل من 5 في زئبق من الفراغ أو .17 أتم (16 كيلو باسكال).
وهناك نهج أقل شيوعًا لتوسيع البظر هو استخدام المصل الفيزيولوجي. الآثار الجانبية لهذه التقنية غير معروفة. قد تستخدم تلك الطريقة بشكل فعال لهذا الغرض مع وجود الحد الأدنى من الآثار الجانبية.